# John Alderdice
Baronul John Alderdice (n. 28 martie 1955) este un om politic liberal britanic din Irlanda de Nord. Este membru al Camerei Lorzilor (lord) din Parlamentul Regatului Unit. Între 1998 și 2004 a fost președintele Parlamentului Irlandei de Nord. Din 2005 este președintele Internaționalei Liberale.